# Ancylolomia chrysographellus
Ancylolomia chrysographellus is een vlinder uit de familie grasmotten (Crambidae). De wetenschappelijke naam is voor het eerst geldig gepubliceerd in 1844 door Kollar & Redtenbacher.
De soort komt voor in Europa.